# 小池幸男
小池 幸男（こいけ ゆきお）は、日本の国土交通技官。豊田市助役や、徳島県県土整備部長、千葉県県土整備部長、国土交通大学校副校長などを歴任した。

## 人物・経歴
群馬県出身。1980年北海道大学工学部土木工学科卒業、建設省入省。1991年建設省道路局高速国道課課長補佐。1994年栃木県土木部道路建設課長。1997年建設省道路局企画課道路防災対策室専門官、阪神淡路復興対策本部事務局上席局員。
2001年建設省関東地方建設局甲府工事事務所長。同年豊田市助役。2004年国土交通省都市・地域整備局大都市圏整備課関西文化学術研究都市建設推進室長。
2006年徳島県県土整備部長。2008年国土交通省北陸地方整備局企画部長。2011年千葉県県土整備部長。2014年国土交通省国土交通大学校副校長。2015年国土交通省大臣官房付、退官、パシフィックコンサルタンツ理事。